# Eguchi Takaya
Eguchi Takaya (jap. 江口 隆哉, wirklicher Name: Eguchi Sutematsu (江口 捨松); * 21. Januar 1900 in Noheji, Präfektur Aomori; † 25. Dezember 1977, Präfektur Tokio) war ein japanischer Tänzer. Sein jüngerer Bruder Eguchi Otoya war ebenfalls ein bekannter Tänzer.
Eguchi zählte neben Tänzern wie Takata Masao und Takata Seiko, Baku Ishii und Michio Itō zu den Pionieren des modernen Tanzes in Japan. Mit seiner Frau Miya Misako studierte er von 1931 bis 1933 bei Mary Wigman in Dresden. Er organisierte einen Verband der Tänzer in Japan und veröffentlichte Zeitschriften für modernen Tanz. Zu seinen Schülern zählten Kanai Fumie, der sein Assistent wurde, Masumara Katsuko und Ōno Kazuo.